# Enmore
Enmore är en ort och civil parish i Storbritannien.   Den ligger i grevskapet Somerset och riksdelen England, i den södra delen av landet, 210 km väster om huvudstaden London. Enmore ligger 72 meter över havet och antalet invånare är 247.
Terrängen runt Enmore är kuperad åt sydväst, men åt nordost är den platt. Runt Enmore är det ganska tätbefolkat, med 207 invånare per kvadratkilometer. Närmaste större samhälle är Taunton, 10,4 km söder om Enmore. Omgivningarna runt Enmore är en mosaik av jordbruksmark och naturlig växtlighet.